# Ghia

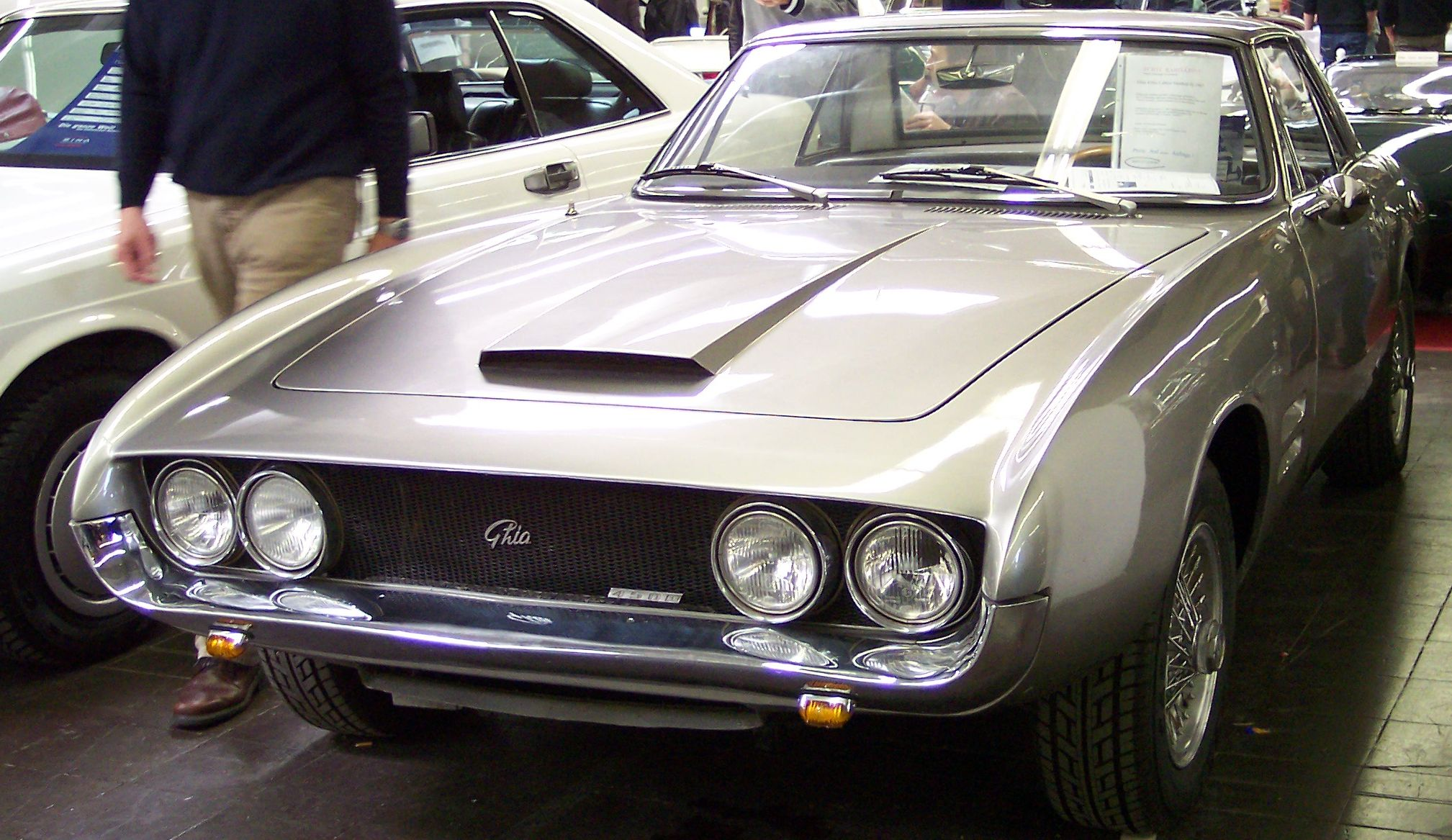
Ghia 450

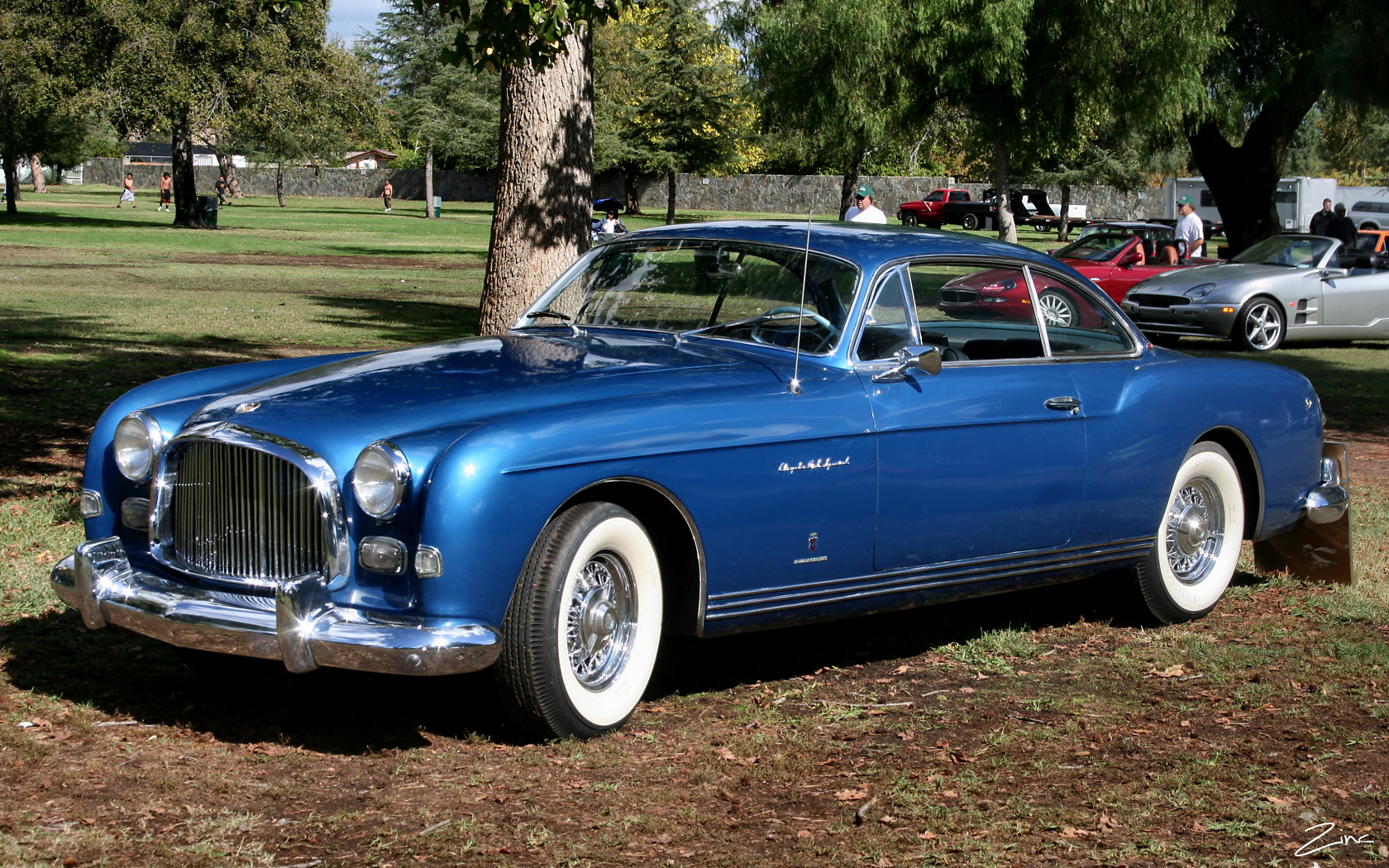
Chrysler Ghia Special GS-1 coupe uit 1954

Ghia is een designbureau en producent van autocarrosserieën uit Turijn en is tegenwoordig een onderdeel van de Ford Motor Company.
In 1918 richtte Giacinto Ghia samen met zijn partner Gariglio het bedrijf Ghia & Gariglio op. Ghia bouwde snel een reputatie op met zijn ontwerpen en het bouwen van carrosserieën voor privépersonen. Met het bouwen van het koetswerk voor de Alfa Romeo 6C 1500 waarmee de Mille Miglia gewonnen werd, kwam het voor Ghia goed op gang. Ghia kreeg nog opdrachten van Alfa Romeo, Lancia en Fiat tot in 1940 de Tweede Wereldoorlog begon. Giacinto Ghia stierf in 1944, maar zijn bedrijf zou niet verdwijnen. Zijn vrouw bood het bedrijf aan aan zijn collega's Mario Felice Boano en Giorgio Alberti onder voorwaarde dat de naam van haar man behouden zou blijven.
In de jaren 50 werden de wagens van de Italiaanse designbureaus mede dankzij Ghia wereldberoemd en het Amerikaanse Chrysler tekende in 1951 een overeenkomst met Ghia voor het bouwen van verschillende exclusieve modellen. Ghia bleef zich bezighouden met het bouwen van kleinschalige modellen, en ging zich niet zoals Bertone en Pininfarina richten op massaproductie. Ghia was zo mede verantwoordelijk voor het ontwerp van de Alfa Romeo Giulietta Sprint, maar de productie van die wagen ging naar Bertone. In 1954 werd de Karmann Ghia ontworpen voor Volkswagen, en gebouwd door Karmann. Ghia ontwierp in deze periode modellen voor Mercedes-Benz, Jaguar, Volvo, Rolls-Royce, Ferrari.
In 1959 kwam de Amerikaanse ontwerper Tom Tjaarda voor Ghia werken en in 1965 kwam Giorgetto Giugiaro aan het hoofd van de ontwerpafdeling te staan. In 1967 werd Ghia overgenomen door De Tomaso en Giugiaro verliet het bedrijf. In 1970 verkocht De Tomaso Ghia aan Ford, dat de prestigieuze naam gebruikte voor de luxueuze en sportieve uitvoeringen van de Ford Granada, Capri, Cortina, Escort en Fiesta.
Tegenwoordig wordt de naam nog gebruikt bij conceptauto's van Ford en luxueuzere uitrustingsniveaus van bijvoorbeeld de Focus, de Galaxy, de S-Max en de Mondeo.
 Edsel (opgeheven) ·  Ford ·  Ghia (alleen prototypes) ·  Lincoln ·  Mercury (opgeheven) ·  Merkur (opgeheven)
- Virtual International Authority File: 123952315